# Elecciones generales de Liberia de 1971
Las elecciones generales de Liberia de 1971 se realizaron el 4 de mayo del mencionado año. El presidente desde 1944, William Tubman, del Partido Whig Auténtico, fue el único candidato y fue reelegido sin oposición. El TWP obtuvo los 52 escaños de la Cámara de Representantes. Fueron las últimas elecciones antes de la muerte de Tubman, que acontecería tan solo unos pocos meses después de su reelección. Su vicepresidente, William R. Tolbert, asumiría el cargo.